# Heaven Is a Halfpipe
Heaven Is a Halfpipe (englisch für „(Der) Himmel ist eine Halfpipe“) ist ein Lied der US-amerikanischen Crossover-Band OPM. Der Song ist die erste Singleauskopplung ihres Debütalbums Menace to Sobriety und wurde im August 2000 veröffentlicht.

## Inhalt
Heaven Is a Halfpipe ist eine Hymne über das Skateboarding, die aus der Perspektive des lyrischen Ichs gesungen wird. Die Band lobpreist darin die Sportart, zählt verschiedene Tricks auf und erwähnt auch die Skateboarder Christian Hosoi und Mike McGill namentlich. Während das lyrische Ich bereits auf der Erde sein Leben nur dem Sport widmet und dabei die Schule vernachlässigt,  beschreibt es den Himmel als eine große Halfpipe, in der es nach dem Tod endlich frei skateboarden könne und keine Fehler, wie Schulschwänzen oder Cannabiskonsum, mehr vorgehalten bekomme.

“If I die before I wake

At least in Heaven I can skate

’Cause right now on Earth I can’t do jack

Without the man up on my back”

## Produktion
Das Lied wurde von den US-amerikanischen Musikproduzenten Josh Deutsch und Craig Kallman produziert, die dabei ein Sample des Stücks Impeach the President der Band The Honey Drippers aus dem Jahr 1973 verwendeten. Daher ist neben den OPM-Mitgliedern Matthew Meschery, John Edney und Geoff Turney auch Roy Hammond von den Honey Drippers als Autor angegeben.

## Musikvideo
Bei dem zu Heaven Is a Halfpipe gedrehten Musikvideo führte David Slade Regie. Es verzeichnet auf YouTube über sechs Millionen Aufrufe (Stand: April 2024). Das Video zeigt einige Skateboarder, die durch eine Halfpipe fahren und dabei Sprünge und Tricks vollführen, während die OPM-Sänger Matthew Meschery und John Edney durch die Luft schweben und den Song singen. Später tritt die Band im Dunkeln vor einem Publikum neben dem Skateplatz auf. Einer der Konzertgäste trägt ein T-Shirt mit der Aufschrift „Free Christian Hosoi“ – in Anspielung auf die Verhaftung des Skateboarders wegen Drogenschmuggels.

## Single

### Covergestaltung
Das Singlecover zeigt den großen goldenen Schriftzug opm, während der Titel Heaven is a Halfpipe oben in Weiß steht. Im Hintergrund ist ein Skateboard zu sehen. Zudem befinden sich links im Bild fünf Fotos eines springenden Skateboarders vor blauem Himmel.

### Titelliste
1. Heaven Is a Halfpipe (Album Version) – 4:18
2. Space People (Non LP Bonus Track) – 3:45
3. Group Therapy (Non LP Bonus Track) – 2:21

### Chartplatzierungen
Heaven Is a Halfpipe stieg am 11. Dezember 2000 auf Platz 97 in die deutschen Singlecharts ein und erreichte am 26. Februar 2001 mit Rang 20 die beste Platzierung. Insgesamt hielt sich der Song 21 Wochen lang in den Top 100. Erfolgreicher war die Single mit Position vier im Vereinigten Königreich und Platz fünf in Österreich. In den deutschen Single-Jahrescharts 2001 erreichte das Lied Rang 100.
| ChartsChartplatzierungen     | Höchstplatzierung | Wochen |
| ---------------------------- | ----------------- | ------ |
| Deutschland (GfK)            | 20 (21 Wo.)       | 21     |
| Österreich (Ö3)              | 5 (15 Wo.)        | 15     |
| Schweiz (IFPI)               | 37 (10 Wo.)       | 10     |
| Vereinigtes Königreich (OCC) | 4 (17 Wo.)        | 17     |

| ChartsJahrescharts (2001)    | Platzierung |
| ---------------------------- | ----------- |
| Deutschland (GfK)            | 100         |
| Österreich (Ö3)              | 52          |
| Vereinigtes Königreich (OCC) | 32          |

### Verkaufszahlen und Auszeichnungen
Heaven Is a Halfpipe erhielt im Jahr 2018 im Vereinigten Königreich für mehr als 400.000 verkaufte Einheiten eine Goldene Schallplatte.

| Land/Region                  | Auszeichnungen für Musikverkäufe (Land/Region, Auszeichnung, Verkäufe) | Verkäufe |
| ---------------------------- | ---------------------------------------------------------------------- | -------- |
| Vereinigtes Königreich (BPI) | Gold                                                                   | 400.000  |
| Insgesamt                    | 1× Gold ·                                                              | 400.000  |